# Ctenochromis polli
Ctenochromis polli es una especie de peces de la familia de los cíclidos en el orden de los Perciformes.

## Morfología
Los machos pueden llegar alcanzar los 9,1 cm de longitud total.

## Distribución y hábitat
Se encuentran en África: en la cuenca fluvial baja y media del río Congo, entre Kwamouth y Luozi incluido Pool Malebo (República Democrática del Congo). Vive en ríos de zonas de clima tropical, de comportamiento bentopelágico, entre 24 °C-26 °C de temperatura.